# 1983 100 legnagyobb slágere
Ez a lista a Billboard magazin  első Hot 100  zenéjét tartalmazza 1983-ból.
| Helyezés | Szám                                  | Előadó                             |
| -------- | ------------------------------------- | ---------------------------------- |
| 01       | Every Breath You Take                 | The Police                         |
| 02       | Billie Jean                           | Michael Jackson                    |
| 03       | Flashdance… What a Feeling            | Irene Cara                         |
| 04       | Down Under                            | Men at Work                        |
| 05       | Beat It                               | Michael Jackson                    |
| 06       | Total Eclipse of the Heart            | Bonnie Tyler                       |
| 07       | Maneater                              | Daryl Hall & John Oates            |
| 08       | Baby Come to Me                       | Patti Austin & James Ingram        |
| 09       | Maniac                                | Michael Sembello                   |
| 10       | Sweet Dreams (Are Made of This)       | Eurythmics                         |
| 11       | Do You Really Want to Hurt Me         | Culture Club                       |
| 12       | You and I                             | Eddie Rabbitt & Crystal Gayle      |
| 13       | Come on Eileen                        | Dexy’s Midnight Runners            |
| 14       | Shame on the Moon                     | Bob Seger & The Silver Bullet Band |
| 15       | She Works Hard for the Money          | Donna Summer                       |
| 16       | Never Gonna Let You Go                | Sergio Mendes                      |
| 17       | Hungry Like the Wolf                  | Duran Duran                        |
| 18       | Let’s Dance                           | David Bowie                        |
| 19       | Twilight Zone                         | Golden Earring                     |
| 20       | I Know There’s Something Going On     | Frida                              |
| 21       | Jeopardy                              | Greg Kihn Band                     |
| 22       | Electric Avenue                       | Eddy Grant                         |
| 23       | She Blinded Me With Science           | Thomas Dolby                       |
| 24       | Africa                                | Toto                               |
| 25       | Little Red Corvette                   | Prince                             |
| 26       | Back on the Chain Gang                | Pretenders                         |
| 27       | Up Where We Belong                    | Joe Cocker & Jennifer Warnes       |
| 28       | Mr. Roboto                            | Styx                               |
| 29       | You Are                               | Lionel Richie                      |
| 30       | Der Kommissar                         | After the Fire                     |
| 31       | Puttin’ on the Ritz                   | Taco                               |
| 32       | Sexual Healing                        | Marvin Gaye                        |
| 33       | (Keep Feeling) Fascination            | Human League                       |
| 34       | Time (Clock of the Heart)             | Culture Club                       |
| 35       | The Safety Dance                      | Men Without Hats                   |
| 36       | Mickey                                | Toni Basil                         |
| 37       | You Can’t Hurry Love                  | Phil Collins                       |
| 38       | Separate Ways                         | Journey                            |
| 39       | One on One                            | Daryl Hall & John Oates            |
| 40       | We’ve Got Tonight                     | Kenny Rogers & Sheena Easton       |
| 41       | 1999                                  | Prince                             |
| 42       | Stray Cat Strut                       | Stray Cats                         |
| 43       | Allentown                             | Billy Joel                         |
| 44       | Stand Back                            | Stevie Nicks                       |
| 45       | Tell Her About It                     | Billy Joel                         |
| 46       | Always Something There to Remind Me   | Naked Eyes                         |
| 47       | Truly                                 | Lionel Richie                      |
| 48       | Dirty Laundry                         | Don Henley                         |
| 49       | The Girl Is Mine                      | Michael Jackson & Paul McCartney   |
| 50       | Too Shy                               | Kajagoogoo                         |
| 51       | Goody Two Shoes                       | Adam Ant                           |
| 52       | Rock the Casbah                       | Clash                              |
| 53       | Our House                             | Madness                            |
| 54       | Overkill                              | Men at Work                        |
| 55       | Is There Something I Should Know      | Duran Duran                        |
| 56       | Gloria                                | Laura Branigan                     |
| 57       | Affair of the Heart                   | Rick Springfield                   |
| 58       | She’s a Beauty                        | Tubes                              |
| 59       | Solitaire                             | Laura Branigan                     |
| 60       | Don’t Let It End                      | Styx                               |
| 61       | How Am I Supposed to Live Without You | Laura Branigan                     |
| 62       | China Girl                            | David Bowie                        |
| 63       | Come Dancing                          | Kinks                              |
| 64       | Promises, Promises                    | Naked Eyes                         |
| 65       | The Other Guy                         | Little River Band                  |
| 66       | Making Love out of Nothing at All     | Air Supply                         |
| 67       | Family Man                            | Daryl Hall & John Oates            |
| 68       | Wanna Be Startin’ Somethin’           | Michael Jackson                    |
| 69       | I Won’t Hold You Back                 | Toto                               |
| 70       | All Right                             | Christopher Cross                  |
| 71       | Straight from the Heart               | Bryan Adams                        |
| 72       | Heart to Heart                        | Kenny Loggins                      |
| 73       | My Love                               | Lionel Richie                      |
| 74       | I’m Still Standing                    | Elton John                         |
| 75       | Hot Girls in Love                     | Loveboy                            |
| 76       | It’s a Mistake                        | Men At Work                        |
| 77       | I’ll Tumble 4 Ya                      | Culture Club                       |
| 78       | All This Love                         | Debarge                            |
| 79       | Your Love Is Driving Me Crazy         | Sammy Hagar                        |
| 80       | Heartbreaker                          | Dionne Warwick                     |
| 81       | Faithfully                            | Journey                            |
| 82       | Steppin’ Out                          | Joe Jackson                        |
| 83       | Take Me to Heart                      | Quarterflash                       |
| 84       | (She’s) Sexy + 17                     | Stray Cats                         |
| 85       | Try Again                             | Champaign                          |
| 86       | Dead Giveaway                         | Shalamar                           |
| 87       | Lawyers in Love                       | Jackson Browne                     |
| 88       | What About Me                         | Moving Pictures                    |
| 89       | Human Nature                          | Michael Jackson                    |
| 90       | Photograph                            | Def Leppard                        |
| 91       | Pass the Dutchie                      | Musical Youth                      |
| 92       | True                                  | Spandau Ballet                     |
| 93       | Far from Over                         | Frank Stallone                     |
| 94       | I've Got a Rock 'N' Roll Heart        | Eric Clapton                       |
| 95       | It Might Be You                       | Stephen Bishop                     |
| 96       | Tonight I Celebrate My Love           | Peabo Bryson & Roberta Flack       |
| 97       | You Got Lucky                         | Tom Petty and the Heartbreakers    |
| 98       | Don’t Cry                             | Asia                               |
| 99       | Breaking Us in Two                    | Joe Jackson                        |
| 100      | Fall in Love with Me                  | Earth, Wind & Fire                 |